# Duto excretor da glândula seminal
Cada vesícula seminal consiste em um único tubo, enrolado sobre si mesmo e emitindo vários divertículos cecais irregulares; as bobinas separadas, assim como os divertículos, são unidas por tecido fibroso. Quando desenrolado, o tubo tem aproximadamente o diâmetro de uma pena e varia em comprimento de 10 a 15 cm; termina posteriormente em um beco sem saída; sua extremidade anterior torna-se restrita a um duto reto estreito chamado duto excretor da glândula seminal (ou duto da vesícula seminal), que se une ao ducto deferente correspondente para formar o ducto ejaculatório.